# (11090) Popelin
(11090) Popelin est un astéroïde de la ceinture principale.

## Description
(11090) Popelin est un astéroïde de la ceinture principale. Il fut découvert le 7 février 1994 à La Silla par Eric Walter Elst. Il présente une orbite caractérisée par un demi-grand axe de 2,55 UA, une excentricité de 0,13 et une inclinaison de 7,7° par rapport à l'écliptique.
Il est nommé en hommage à la juriste et féministe belge Marie Popelin (1846-1913).

## Compléments